# Alexornis
Az Alexornis a hüllők (Reptilia) osztályának dinoszauruszok csoportjába, ezen belül a hüllőmedencéjűek (Saurischia) rendjébe és a Theropoda alrendjébe tartozó madárszerű nem.
Eddig, csak egyetlenegy faját, az Alexornis antecedens-t fedezték fel.

## Neve
Megtalálásakor azt hitték, hogy egy ősmadár, emiatt elnevezték „Alex ősi madarának”. Az Alex megnevezést, Alexander Wetmore-ról, amerikai ornitológusról és paleontológusról kapta. Az ornis görögül „madarat” jelent. A latin antecedens pedig az „előtte levőt” vagy „ősét” jelenti.

## Felfedezése, rendszertani besorolása
A kövületre 1971-ben bukkantak, azonban csak 1976-ban lett leírva és megnevezve Pierce Brodkorb, amerikai ornitológus és paleontológus által. Szerinte ez az állat, a Gobipteryxszel együtt, azon kevés szárazföldi madarak egyike, melyek a kréta idején éltek - addig a már létező madarak, vagy vízközelben, vagy pedig mocsarakban éltek. Először a szalakótaalakúak (Coraciiformes) és a harkályalakúak (Piciformes) közös ősének vélték, de miután egyéb Enantiornithes-fajokat is felfedeztek, a kutatók rájöttek, hogy az Alexornis esetében, nem igazi madárról van szó.

## Előfordulása
Az Alexornis a késő kréta korhoz tartozó campaniai korszakban élt, körülbelül 73 millió évvel ezelőtt. Maradványait a mexikói Alsó-Kaliforniában (Baja California) lévő La Bocana Roja-formációban találták meg.

## Megjelenése
Eddig, csak egy töredékes csontváza került elő; ez váll-, szárny- és lábcsontokból tevődik össze; a koponyája hiányzik. Az állat, körülbelül házi veréb (Passer domesticus) méretű lehetett.

## Popkulturális hatás
A „Dinoszauruszok, a Föld urai” című, 2013-as családi kalandfilmben, amely 70 millió évvel ezelőtt a késő kréta korban játszódik; egy Alexornis a narrátor és egyik főszereplő.

## Fordítás
- Ez a szócikk részben vagy egészben  az   Alexornis című angol Wikipédia-szócikk ezen változatának fordításán alapul.  Az eredeti cikk szerkesztőit annak laptörténete sorolja fel. Ez a jelzés csupán a megfogalmazás eredetét és a szerzői jogokat jelzi, nem szolgál a cikkben szereplő információk forrásmegjelöléseként.